# Газов Леонід Петрович
Леонід Петрович Газов (нар. 27 квітня 1898, село Курбатово Ряжського повіту Рязанської губернії, тепер Російська Федерація — 9 листопада 1987, місто Москва, Російська Федерація) — радянський партійний і комсомольський діяч, 1-й секретар Краснодарського крайкому ВКП(б) (1937—1938). Депутат Верховної Ради РРФСР 1-го скликання.

## Біографія
Народився в родині священника. У 1909 році закінчив початкову сільську школу в селі Курбатово Рязанської губернії. У 1918 році закінчив гімназію у місті Рязані.
У червні 1918 — травні 1919 року — діловод волосного військкомату в селі Курбатово Рязанської губернії.
Член РКП(б) з грудня 1918 року.
З травня 1919 року — в Червоній армії, учасник Громадянської війни в Росії. У травні — липні 1919 року — рядовий 2-го запасного батальйону 303-го стрілецького полку РСЧА в Рязані. У липні — серпні 1919 року — секретар військового комісара 303-го стрілецького полку РСЧА на Південному фронті. У серпні 1919 — серпні 1920 року — військовий комісар 248-го стрілецького полку 34-ї стрілецької дивізії 10-ї армії, військовий комісар 238-го стрілецького полку 32-ї стрілецької дивізії РСЧА. У серпні — листопаді 1920 року — секретар політичного відділу 32-ї стрілецької дивізії, начальник організаційного підвідділу політичного відділу 32-ї стрілецької дивізії РСЧА. У листопаді 1920 — лютому 1921 року — начальник польового політичного відділу Дагестанського військкомату 32-ї стрілецької дивізії РСЧА.
У березні 1921 — лютому 1922 року — завідувач організаційного відділу Дагестанського обласного комітету РКП(б).
У лютому — вересні 1922 року — завідувач підвідділу агітації агітаційно-пропагандистського відділу Південно-Східного бюро ЦК РКП(б). У вересні 1922 — травні 1923 року — заступник завідувача агітаційно-пропагандистського відділу Південно-Східного бюро ЦК РКП(б).
28 травня 1923 — листопад 1925 року — відповідальний секретар Організаційного бюро РКП(б) по Адигейській (Черкеській) автономній області. У листопаді 1925 — 12 грудня 1926 року — відповідальний секретар обласного комітету РКП(б)Адигейської (Черкеської) автономної області.
У грудні 1926 — червні 1927 року — інструктор Кубанського окружного комітету ВКП(б).
З червня 1927 року — в органах ОДПУ—НКВС. 15 червня 1927 — 1 березня 1929 року — уповноважений відділення Економічного управління ОДПУ при РНК СРСР, уповноважений 6-го відділення Економічного управління ОДПУ. 1 березня — 1 липня 1929 року — старший уповноважений 1-го відділення Економічного управління ОДПУ. 1 липня 1929 — 1 лютого 1930 року — старший уповноважений 2-го відділення Економічного управління ОДПУ. 1 лютого — 16 травня 1930 року — помічник начальника 5-го відділення Економічного управління ОДПУ. 16 травня 1930 — 1 квітня 1931 року — помічник начальника 8-го відділення Економічного управління ОДПУ. 1 квітня — 1 листопада 1931 року — оперативний уповноважений 2-го відділення Економічного управління ОДПУ. 1 листопада 1931 — 15 лютого 1932 року — помічник начальника відділення Економічного управління ОДПУ. 15 лютого — 1 жовтня 1932 року — помічник начальника 6-го відділення Економічного управління ОДПУ. 1 жовтня 1932 — 11 березня 1934 року — помічник начальника 8-го відділення Економічного управління ОДПУ.
11 березня — 10 липня 1934 року — начальник 8-го відділення Економічного управління ОДПУ. 10 липня — 15 жовтня 1934 року — начальник 7-го відділення Економічного відділу ГУДБ НКВС СРСР. 15 жовтня 1934 — 3 травня 1936 року — начальник 8-го відділення Економічного відділу ГУДБ НКВС. 3 травня — 10 вересня 1936 року — начальник 11-го відділення Економічного відділу ГУДБ НКВС. 10 вересня — 28 листопада 1936 року — помічник начальника Економічного відділу ГУДБ НКВС і начальник 4-го відділення Економічного відділу ГУДБ НКВС.
У листопаді 1936 — 23 липня 1937 року — помічник начальника Контррозвідувального (ІІІ-го) відділу ГУДБ НКВС.
23 липня 1937 — 28 травня 1938 року — начальник Управління НКВС по Кіровській області РРФСР.
У травні — червні 1938 року — 1-й секретар Організаційного бюро ЦК ВКП(б) по Краснодарському краю. У червні 1938 — 17 січня 1939 року — 1-й секретар Краснодарського крайового комітету ВКП(б).
У січні — лютому 1939 року — в розпорядженні ЦК ВКП(б).
У лютому 1939 — березні 1942 року — заступник керуючого справами Народного комісаріату текстильної промисловості СРСР. У березні 1942 — квітні 1947 року — керуючий справами Народного комісаріату (Міністерства) текстильної промисловості СРСР. У квітні 1947 — грудні 1948 року — начальник Господарського управління Міністерства текстильної промисловості СРСР. У січні — травні 1949 року — начальник Господарського управління Міністерства легкої промисловості СРСР.
У червні 1949 — липні 1953 року — начальник Господарського управління I-го головного управління при РМ СРСР.
У липні 1953 — серпні 1959 року — начальник Господарського управління Міністерства середнього машинобудування СРСР.
З серпня 1959 року — на пенсії у Москві. Похований на Кунцевському цвинтарі Москви.

## Звання
- капітан держбезпеки (11.12.1935)

## Нагороди
- два ордени Трудового Червоного Прапора (1951, 1954)
- орден Червоної Зірки (22.07.1937)
- орден «Знак Пошани»
- медаль «XX років РСЧА» (22.02.1938)
- медалі
- знак «Почесний працівник ВЧК—ГПУ (XV)» (20.12.1932)